# George Stephen Brunskill
George Stephen Brunskill, britanski general, * 26. avgust 1891, † 10. november 1982.